# Marshall-Arter
Marshall-Arter Ltd., zuvor Marshall, Arter & Co., war ein britischer Hersteller von Automobilen.

## Unternehmensgeschichte
Das Unternehmen Marshall, Arter & Co. aus dem Londoner Stadtteil Hammersmith begann 1912 mit der Produktion von Automobilen. Der Markenname lautete zunächst QED, später Marshall-Arter. 1913 erfolgte die Umfirmierung in Marshall-Arter Ltd. 1915 endete die Produktion.

## Fahrzeuge
Das Unternehmen stellte Kleinwagen her. Erstes Modell war der 8/10 HP. Er besaß einen V2-Motor mit 964 cm³ Hubraum. Der Radstand des leichten Fahrzeuges betrug 2591 mm.
1914, gerade zum Ausbruch des Ersten Weltkrieges, lösten zwei Modelle mit Vierzylindermotoren das erste Modell ab. Die Reihenmotoren kamen von Chapuis-Dornier. Der Motor des 10/12 HP hatte 1094 cm³ Hubraum, der Motor des 12/14 HP 1244 cm³. Beide Wagen besaßen einen Radstand von 2667 mm. Der schwächere wurde nur 1914 gebaut, der stärkere noch bis 1915.

## Modelle
| Modell   | Bauzeitraum | Zylinder | Hubraum  | Radstand |
| 8/10 HP  | 1912–1914   | 2 V      | 964 cm³  | 2591 mm  |
| 10/12 HP | 1914        | 4 Reihe  | 1094 cm³ | 2667 mm  |
| 12/14 HP | 1914–1915   | 4 Reihe  | 1244 cm³ | 2667 mm  |